# جيرد كون
جيرد كون (بالألمانية: Gerd Kühn)‏ هو لاعب كرة قدم ألماني في مركز الوسط، ولد في 15 مارس 1968. لعب مع روت فايس أوبرهاوزن ونادي أوردينغن 05.

## وصلات خارجية
- جيرد كون على موقع قاعدة بيانات كرة القدم.إي يو (الإنجليزية)
- جيرد كون على موقع بيانات كرة القدم. دي إي (الألمانية)
- جيرد كون على موقع عالم كرة القدم.نت (الإنجليزية)